# Theope phaeo
Theope phaeo är en fjärilsart som beskrevs av Prittwitz 1865. Theope phaeo ingår i släktet Theope och familjen Riodinidae. Inga underarter finns listade i Catalogue of Life.